# Manea Mănescu
Manea Mănescu (Brăila, 9 agosto 1916 – Bucarest, 27 febbraio 2009) è stato un politico rumeno.
Statista e politico comunista, fu Primo ministro della Romania per cinque anni, dal 29 marzo 1974 al 29 marzo 1979, durante il Regime Comunista di Nicolae Ceaușescu.
Il padre di Mănescu era un veterano del Partito Comunista Romeno da Ploiești, che nei primi anni venti sostenne la trasformazione del Partito Socialista Romeno in Partito Comunista. Nel 1944, dopo il colpo di Stato, lavorò insieme a Nicolae Ceaușescu, il suo futuro cognato, nell'Unione della Gioventù Comunista. Nel 1951 Mănescu fu nominato a capo del Dipartimento di Economia dell'Università di Bucarest e Direttore Generale del Direttorato Centrale di Statistica.
Nel dicembre 1967 fu nominato Presidente del Consiglio Economico. Fu promosso a pieno titolo come membro del Comitato Esecutivo nel dicembre 1968 e, dopo aver ricoperto varie cariche all'interno del partito e del governo, nel marzo 1974 divenne Primo Ministro fino al 1979, quando Mănescu si ritirò a seguito di problemi di salute.

## Famiglia
La moglie di Mănescu, Maria, era la sorella di Nicolae Ceaușescu. Nel dicembre 1973 è stata nominata Vicepresidente della Società di Croce Rossa Rumena. È stata anche nominata membro del Consiglio Nazionale delle Donne della Romania nell'aprile 1978. Non è chiaro se Mănescu avesse figli.

## Coinvolgimento nella Rivoluzione del 1989
Il 22 dicembre 1989 Mănescu accompagnò insieme a Emil Bobu la coppia Nicolae ed Elena Ceaușescu nel suo tentativo di fuggire in elicottero dalla sede del Comitato Centrale. Egli venne accusato di soppressione della rivolta nel febbraio 1990 e venne condannato all'ergastolo in seguito ad una rapida inchiesta. La sua appartenenza all'Accademia rumena venne ritirata in conformità dello Statuto accademico.
Manea Mănescu scomparve nel febbraio del 2009, all'età di 92 anni.

## Opere pubblicate
- Statistica calității producției industriale (EDP, 1965) - in collaborazione con Ludovic Tovissi, N. Rancu e I. Marcus
- Mașini de calcul pentru mecanizarea și automatizarea lucrărilor economice și administrative (Ed. Tehnică, 1966) - în collaborazione con Vasile Biță, Grigore Grama e Valeriu Pescaru
- Statistică agricolă și silvică (EDP, 1968) - in collaborazione con E. Barat, Mircea Bulgaru e P. Onica
- Metode matematice moderne aplicate în organizarea și planificarea lucrărilor de construcții și montaj (Ed. Academiei RSR, 1969) - in collaborazione con Anatol Macriș e Vincențiu Dumitru
- Cibernetică economică (Ed. Academiei RSR, 1979)
- Avuția națională (1984)
- Cibernetica și revoluția tehnico-științifică (1988) - in collaborazione con Mihail Florescu e Eugeniu Niculescu-Mizil